# IndyCar Series 2021
2021 NTT IndyCar Series – dwudziesty szósty sezon amerykańskiej serii wyścigowej serii IndyCar.
Sezon rozpoczął się 18 kwietnia i jego zakończenie miało miejsce 26 września. Tytuł mistrzowski zdobył po raz pierwszy w karierze Alex Palou. Tytuł najlepszego nowicjusza zdobył Scott McLaughlin, natomiast w wyścigu Indianapolis 500 triumfował Helio Castroneves. W klasyfikacji producentów najlepsza okazała się Honda.

## Kierowcy i zespoły
Następujące zespoły i kierowcy zostali zgłoszeni, aby rywalizować w sezonie 2021 IndyCar Series. Wszystkie zespoły używają identycznego podwozia Dallara IR18 z uniwersalnym zestawem aerodynamicznym i oponami Firestone.
| Zespół                                                             | Silnik    | Nr | Kierowcy              | Rundy               |
| ------------------------------------------------------------------ | --------- | -- | --------------------- | ------------------- |
| A.J. Foyt Enterprises                                              | Chevrolet | 1  | J. R. Hildebrand      | 6                   |
| A.J. Foyt Enterprises                                              | Chevrolet | 4  | Dalton Kellett        | Wszystkie           |
| A.J. Foyt Enterprises                                              | Chevrolet | 11 | Charlie Kimball       | 5–6                 |
| A.J. Foyt Enterprises                                              | Chevrolet | 14 | Sébastien Bourdais    | Wszystkie           |
| Andretti Autosport                                                 | Honda     | 25 | Stefan Wilson R       | 6                   |
| Andretti Autosport                                                 | Honda     | 27 | Alexander Rossi       | Wszystkie           |
| Andretti Autosport                                                 | Honda     | 28 | Ryan Hunter-Reay      | Wszystkie           |
| Andretti Autosport                                                 | Honda     | 26 | Colton Herta          | 1–4                 |
| Andretti Autosport z Curb-Agajanian                                | Honda     | 26 | Colton Herta          | 5–16                |
| Andretti Steinbrenner Autosport                                    | Honda     | 29 | James Hinchcliffe     | Wszystkie           |
| Andretti Herta-Haupert Autosport z Marco Andretti & Curb-Agajanian | Honda     | 98 | Marco Andretti        | 6                   |
| Arrow McLaren SP                                                   | Chevrolet | 5  | Pato O’Ward           | Wszystkie           |
| Arrow McLaren SP                                                   | Chevrolet | 7  | Felix Rosenqvist      | 1–7, 10–16          |
| Arrow McLaren SP                                                   | Chevrolet | 7  | Oliver Askew          | 8                   |
| Arrow McLaren SP                                                   | Chevrolet | 7  | Kevin Magnussen R     | 9                   |
| Arrow McLaren SP                                                   | Chevrolet | 86 | Juan Pablo Montoya    | 5–6                 |
| Carlin                                                             | Chevrolet | 59 | Max Chilton           | 1–2, 6–12, 14–16    |
| Carlin                                                             | Chevrolet | 59 | Conor Daly            | 3–4, 13             |
| Chip Ganassi Racing                                                | Honda     | 8  | Marcus Ericsson       | Wszystkie           |
| Chip Ganassi Racing                                                | Honda     | 9  | Scott Dixon           | Wszystkie           |
| Chip Ganassi Racing                                                | Honda     | 10 | Álex Palou            | Wszystkie           |
| Chip Ganassi Racing                                                | Honda     | 48 | Jimmie Johnson R      | 1–2, 5, 7–12, 14–16 |
| Chip Ganassi Racing                                                | Honda     | 48 | Tony Kanaan           | 3–4, 6, 13          |
| Dale Coyne Racing z Rick Ware Racing                               | Honda     | 51 | Romain Grosjean R     | 1–2, 5, 7–16        |
| Dale Coyne Racing z Rick Ware Racing                               | Honda     | 51 | Pietro Fittipaldi     | 3–4, 6              |
| Dale Coyne Racing z Rick Ware Racing                               | Honda     | 52 | Cody Ware R           | 9, 11–12            |
| Dale Coyne Racing z Rick Ware Racing                               | Honda     | 52 | Ryan Norman R         | 10                  |
| Dale Coyne Racing z Vasser-Sullivan                                | Honda     | 18 | Ed Jones              | Wszystkie           |
| Dreyer & Reinbold Racing                                           | Chevrolet | 24 | Sage Karam            | 6                   |
| Ed Carpenter Racing                                                | Chevrolet | 20 | Conor Daly            | 1–2, 5, 7–12, 14–16 |
| Ed Carpenter Racing                                                | Chevrolet | 20 | Ed Carpenter          | 3–4, 6, 13          |
| Ed Carpenter Racing                                                | Chevrolet | 21 | Rinus VeeKay          | 1–8, 10–16          |
| Ed Carpenter Racing                                                | Chevrolet | 21 | Oliver Askew          | 9                   |
| Ed Carpenter Racing                                                | Chevrolet | 47 | Conor Daly            | 6                   |
| Juncos Hollinger Racing                                            | Chevrolet | 77 | Callum Ilott R        | 14-16               |
| Meyer Shank Racing                                                 | Honda     | 06 | Hélio Castroneves     | 6, 11–12, 14–16     |
| Meyer Shank Racing                                                 | Honda     | 60 | Jack Harvey           | Wszystkie           |
| Paretta Autosport                                                  | Chevrolet | 16 | Simona de Silvestro   | 6                   |
| Rahal Letterman Lanigan Racing                                     | Honda     | 15 | Graham Rahal          | Wszystkie           |
| Rahal Letterman Lanigan Racing                                     | Honda     | 30 | Takuma Sato           | Wszystkie           |
| Rahal Letterman Lanigan Racing                                     | Honda     | 45 | Santino Ferrucci      | 6–8, 10–11          |
| Rahal Letterman Lanigan Racing                                     | Honda     | 45 | Christian Lundgaard R | 12                  |
| Rahal Letterman Lanigan Racing                                     | Honda     | 45 | Oliver Askew          | 14–16               |
| Team Penske                                                        | Chevrolet | 2  | Josef Newgarden       | Wszystkie           |
| Team Penske                                                        | Chevrolet | 3  | Scott McLaughlin R    | Wszystkie           |
| Team Penske                                                        | Chevrolet | 12 | Will Power            | Wszystkie           |
| Team Penske                                                        | Chevrolet | 22 | Simon Pagenaud        | Wszystkie           |
| Top Gun Racing                                                     | Chevrolet | 75 | R. C. Enerson R       | 6, 12               |

## Kalendarz
| Runda | Data        | Nazwa wyścigu                                         | Tor                                     | Lokalizacja             |
| ----- | ----------- | ----------------------------------------------------- | --------------------------------------- | ----------------------- |
| 1     | 18 Kwietnia | Honda Indy Grand Prix of Alabama presented by AmFirst | Barber Motorsports Park                 | Birmingham, Alabama     |
| 2     | 25 Kwietnia | Firestone Grand Prix of St. Petersburg                | Streets of St. Petersburg               | St. Petersburg, Florida |
| 3     | 1 Maja      | Genesys 300                                           | Texas Motor Speedway                    | Fort Worth, Texas       |
| 4     | 2 Maja      | XPEL 375                                              | Texas Motor Speedway                    | Fort Worth, Texas       |
| 5     | 15 Maja     | GMR Grand Prix                                        | Indianapolis Motor Speedway Road Course | Speedway, Indiana       |
| 6     | 30 Maja     | 105th Running of the Indianapolis 500                 | Indianapolis Motor Speedway             | Speedway, Indiana       |
| 7     | 12 Czerwca  | Chevrolet Detroit Grand Prix                          | Belle Isle Street Circuit               | Detroit, Michigan       |
| 8     | 13 Czerwca  | Chevrolet Detroit Grand Prix                          | Belle Isle Street Circuit               | Detroit, Michigan       |
| 9     | 20 Czerwca  | REV Group Grand Prix at Road America                  | Road America                            | Elkhart Lake, Wisconsin |
| 10    | 4 Lipca     | Honda Indy 200 at Mid-Ohio                            | Mid-Ohio Sports Car Course              | Lexington, Ohio         |
| 11    | 8 Sierpnia  | Big Machine Music City Grand Prix                     | Nashville Street Circuit                | Nashville, Tennessee    |
| 12    | 14 Sierpnia | Big Machine Spiked Coolers Grand Prix                 | Indianapolis Motor Speedway Road Course | Speedway, Indiana       |
| 13    | 21 Sierpnia | Bommarito Automotive Group 500                        | World Wide Technology Raceway           | Madison, Illinois       |
| 14    | 12 Września | Grand Prix of Portland                                | Portland International Raceway          | Portland, Oregon        |
| 15    | 19 Września | Firestone Grand Prix of Monterey                      | WeatherTech Raceway Laguna Seca         | Monterey, California    |
| 16    | 26 Września | Acura Grand Prix of Long Beach                        | Streets of Long Beach                   | Long Beach, California  |

## Wyniki
| Runda | Wyścig             | Pole position   | Najszybsze okrążenie | Najwięcej okrążeń na prowadzeniu | Zwycięzca wyścigu | Zwycięzca wyścigu   | Zwycięzca wyścigu |
| Runda | Wyścig             | Pole position   | Najszybsze okrążenie | Najwięcej okrążeń na prowadzeniu | Kierowca          | Zespół              | Silnik            |
| ----- | ------------------ | --------------- | -------------------- | -------------------------------- | ----------------- | ------------------- | ----------------- |
| 1     | Birmingham         | Pato O’Ward     | Pato O’Ward          | Álex Palou                       | Álex Palou        | Chip Ganassi Racing | Honda             |
| 2     | St. Petersburg     | Colton Herta    | Álex Palou           | Colton Herta                     | Colton Herta      | Andretti Autosport  | Honda             |
| 3     | Texas 1            | Álex Palou      | Marcus Ericsson      | Scott Dixon                      | Scott Dixon       | Chip Ganassi Racing | Honda             |
| 4     | Texas 2            | Scott Dixon     | Álex Palou           | Scott Dixon                      | Pato O’Ward       | Arrow McLaren SP    | Chevrolet         |
| 5     | IMS GMR GP         | Romain Grosjean | Rinus VeeKay         | Romain Grosjean                  | Rinus VeeKay      | Ed Carpenter Racing | Chevrolet         |
| 6     | Indianapolis 500   | Scott Dixon     | Santino Ferrucci     | Conor Daly                       | Hélio Castroneves | Meyer Shank Racing  | Honda             |
| 7     | Detroit 1          | Pato O’Ward     | Josef Newgarden      | Will Power                       | Marcus Ericsson   | Chip Ganassi Racing | Honda             |
| 8     | Detroit 2          | Josef Newgarden | Colton Herta         | Josef Newgarden                  | Pato O’Ward       | Arrow McLaren SP    | Chevrolet         |
| 9     | Road America       | Josef Newgarden | Álex Palou           | Josef Newgarden                  | Álex Palou        | Chip Ganassi Racing | Honda             |
| 10    | Mid-Ohio           | Josef Newgarden | Jack Harvey          | Josef Newgarden                  | Josef Newgarden   | Team Penske         | Chevrolet         |
| 11    | Nashville          | Colton Herta    | Colton Herta         | Colton Herta                     | Marcus Ericsson   | Chip Ganassi Racing | Honda             |
| 12    | IMS Big Machine GP | Pato O’Ward     | Will Power           | Will Power                       | Will Power        | Team Penske         | Chevrolet         |
| 13    | Gateway            | Will Power      | Takuma Sato          | Josef Newgarden                  | Josef Newgarden   | Team Penske         | Chevrolet         |
| 14    | Portland           | Álex Palou      | Romain Grosjean      | Graham Rahal                     | Álex Palou        | Chip Ganassi Racing | Honda             |
| 15    | Laguna Seca        | Colton Herta    | Josef Newgarden      | Colton Herta                     | Colton Herta      | Andretti Autosport  | Honda             |
| 16    | Long Beach         | Josef Newgarden | Pato O’Ward          | Colton Herta                     | Colton Herta      | Andretti Autosport  | Honda             |

## Klasyfikacja punktowa
| Poz. | Kierowca              | ALA | STP | TXS | TXS  | IGP1 | INDY | DET  | DET | ROA  | MDO | NSH  | IGP2 | GAT | POR  | LAG | LBH | Pkt. |
| ---- | --------------------- | --- | --- | --- | ---- | ---- | ---- | ---- | --- | ---- | --- | ---- | ---- | --- | ---- | --- | --- | ---- |
| 1    | Álex Palou            | 1L* | 17L | 4cL | 7L   | 3L   | 26L  | 15   | 3   | 1L   | 3   | 7    | 27   | 20  | 1L   | 2   | 4   | 549  |
| 2    | Josef Newgarden       | 23  | 2   | 6   | 2L   | 4    | 12   | 10   | 2L* | 21L* | 1L* | 10   | 8L   | 1L* | 5    | 7   | 2L  | 511  |
| 3    | Pato O’Ward           | 4L  | 19  | 3   | 1L   | 15   | 4L   | 3L   | 1L  | 9    | 8   | 13   | 5L   | 2L  | 14L  | 5L  | 27  | 487  |
| 4    | Scott Dixon           | 3   | 5   | 1L* | 4cL* | 9L   | 171L | 8L   | 7   | 4L   | 4   | 2    | 17   | 19  | 3L   | 13  | 3L  | 481  |
| 5    | Colton Herta          | 22  | 1L* | 22  | 5    | 13   | 16²L | 14   | 4   | 2    | 13L | 19L* | 3L   | 18L | 8    | 1L* | 1L* | 455  |
| 6    | Marcus Ericsson       | 8   | 7   | 19  | 12   | 10   | 119  | 1L   | 9   | 6    | 2L  | 1L   | 9    | 9   | 7L   | 6   | 28  | 435  |
| 7    | Graham Rahal          | 7   | 15  | 5   | 3L   | 5    | 32L  | 5L   | 5   | 11   | 6   | 5    | 7    | 23  | 10L* | 4   | 11L | 389  |
| 8    | Simon Pagenaud        | 12  | 3L  | 10  | 6    | 6    | 3L   | 12   | 8   | 18   | 14  | 21   | 16L  | 8L  | 21   | 8   | 5   | 383  |
| 9    | Will Power            | 2L  | 8   | 14  | 13L  | 11   | 30   | 20L* | 6   | 3    | 25  | 14   | 1L*  | 3L  | 13   | 26  | 10  | 357  |
| 10   | Alexander Rossi       | 9   | 21  | 8   | 20   | 7    | 29   | 7L   | 13  | 7    | 5   | 17   | 4    | 17  | 2    | 25  | 6   | 332  |
| 11   | Takuma Sato           | 13  | 6   | 9   | 14L  | 16   | 14L  | 4    | 12  | 8L   | 10  | 25   | 10   | 6   | 12   | 27  | 9   | 324  |
| 12   | Rinus VeeKay          | 6L  | 9   | 20  | 9L   | 1L   | 8³L  | 2    | 18  | –    | 16  | 24   | 24   | 21  | 17   | 18  | 25  | 308  |
| 13   | Jack Harvey           | 11  | 4   | 7   | 17   | 23   | 18   | 16   | 19  | 17   | 19  | 15   | 6    | 10  | 4L   | 15  | 7L  | 308  |
| 14   | Scott McLaughlin RY   | 14  | 11  | 2   | 8    | 8    | 20   | 19   | 20  | 14   | 12  | 22   | 23   | 4   | 9L   | 12  | 11  | 305  |
| 15   | Romain Grosjean R     | 10  | 13  | –   | –    | 2L*  | –    | 23L  | 24  | 5    | 7   | 16L  | 2    | 14  | 22   | 3L  | 24  | 272  |
| 16   | Sébastien Bourdais    | 5L  | 10  | 24  | 19   | 19   | 26   | 11   | 16  | 16   | 11  | 27   | 15   | 5L  | 18   | 14  | 8   | 258  |
| 17   | Ryan Hunter-Reay      | 24  | 14  | 16  | 10   | 12L  | 227  | 21   | 11  | 13   | 24  | 4    | 18   | 7   | 15   | 11  | 24  | 256  |
| 18   | Conor Daly            | 16  | 16  | 21  | 24   | 25   | 13L* | 13   | 15  | 20   | 15  | 12   | 11   | 11  | 16   | 16  | 21  | 235  |
| 19   | Ed Jones              | 15  | 20  | 12  | 22   | 14   | 28   | 9L   | 17  | 23   | 26  | 6    | 14   | 24  | 11L  | 10  | 12  | 233  |
| 20   | James Hinchcliffe     | 17  | 18  | 23  | 18   | 18   | 21   | 17   | 14  | 15   | 17  | 3    | 22   | 15  | 27   | 20  | 14  | 220  |
| 21   | Felix Rosenqvist      | 21  | 12  | 13  | 16   | 17   | 27L  | 25   | –   | –    | 23  | 8    | 13   | 16  | 6    | 16  | 13  | 205  |
| 22   | Hélio Castroneves     | –   | –   | –   | –    | –    | 18L  | –    | –   | –    | –   | 9    | 21   | –   | 23   | 24  | 20L | 158  |
| 23   | Dalton Kellett        | 18  | 23  | 18  | 23   | 20   | 23   | 18   | 23  | 25   | 21  | 23   | 26   | 12  | 26   | 23  | 19  | 148  |
| 24   | Santino Ferrucci      | –   | –   | –   | –    | –    | 6L   | 6    | 10  | –    | 9   | 11   | –    | –   | –    | –   | –   | 146  |
| 25   | Max Chilton           | 20  | 24  | –   | –    |      | 24   | 22   | 22  | 10L  | 18  | 18   | 20   | –   | 19   | 21  | 15  | 134  |
| 26   | Jimmie Johnson R      | 19  | 22  | –   | –    | 24   |      | 24   | 21  | 22   | 22  | 26   | 19   | –   | 20   | 17  | 17  | 108  |
| 27   | Ed Carpenter          | –   | –   | 17  | 11L  | –    | 54   | –    | –   | –    | –   | –    | –    | 22  | –    | –   | –   | 107  |
| 28   | Tony Kanaan           | –   | –   | 11  | 15   | –    | 105  | –    | –   | –    | –   | –    | –    | 13  | –    | –   | –   | 96   |
| 29   | Oliver Askew          | –   | –   | –   | –    | –    | –    | –    | 25  | 12L  | –   | –    | –    | –   | 24   | 9   | 22L | 30   |
| 30   | Sage Karam            | –   | –   | –   | –    | –    | 7L   | –    | –   | –    | –   | –    | –    | –   | –    | –   | –   | 53   |
| 31   | Juan Pablo Montoya    | –   | –   | –   | –    | 21   | 9    | –    | –   | –    | –   | –    | –    | –   | –    | –   | –   | 53   |
| 32   | Pietro Fittipaldi     | –   | –   | 15  | 21   | –    | 25   | –    | –   | –    | –   | –    | –    | –   | –    | –   | –   | 34   |
| 33   | J. R. Hildebrand      | –   | –   | –   | –    | –    | 15   | –    | –   | –    | –   | –    | –    | –   | –    | –   | –   | 30   |
| 34   | Cody Ware R           | –   | –   | –   | –    | –    | –    | –    | –   | 19   | –   | 20   | 25   | –   | –    | –   | –   | 26   |
| 35   | Marco Andretti        | –   | –   | –   | –    | –    | 19   | –    | –   | –    | –   | –    | –    | –   | –    | –   | –   | 22   |
| 36   | Charlie Kimball       | –   | –   | –   | –    | 22   | NZ   | –    | –   | –    | –   | –    | –    | –   | –    | –   | 18  | 20   |
| 37   | Christian Lundgaard R | –   | –   | –   | –    | –    | –    | –    | –   | –    | –   | –    | 12L  | –   | –    | –   | –   | 19   |
| 38   | Callum Ilott R        | –   | –   | –   | –    | –    | –    | –    | –   | –    | –   | –    | –    | –   | 25   | 22  | 26  | 18   |
| 39   | Ryan Norman R         | –   | –   | –   | –    | –    | –    | –    | –   | –    | 20  | –    | –    | –   | –    | –   | –   | 10   |
| 40   | Simona de Silvestro   | –   | –   | –   | –    | –    | 31   | –    | –   | –    | –   | –    | –    | –   | –    | –   | –   | 10   |
| 41   | Stefan Wilson R       | –   | –   | –   | –    | –    | 33   | –    | –   | –    | –   | –    | –    | –   | –    | –   | –   | 10   |
| 42   | Kevin Magnussen R     | –   | –   | –   | –    | –    | –    | –    | –   | 24L  | –   | –    | –    | –   | –    | –   | –   | 7    |
| 43   | R. C. Enerson R       | –   | –   | –   | –    | –    | NZ   | –    | –   | –    | –   | –    | 28   | –   | –    | –   | –   | 5    |
| Poz. | Kierowca              | ALA | STP | TXS | TXS  | IGP1 | INDY | DET  | DET | ROA  | MDO | NSH  | IGP2 | GAT | POR  | LAG | LBH | Pkt. |

| Kolor           | Rezultat                                  |
| --------------- | ----------------------------------------- |
| Złoty           | Zwycięzca                                 |
| Srebrny         | 2. miejsce                                |
| Brązowy         | 3. miejsce                                |
| Zielony         | Finisz w top 5                            |
| Jasnoniebieski  | Finisz w top 10                           |
| Ciemnoniebieski | Ukończony wyścig                          |
| Fioletowy       | Nie ukończył (NU)                         |
| Czerwony        | Nie zakwalifikował się (NZ)               |
| Czarny          | Zdyskwalifikowany (DK)                    |
| Biały           | Nie wystartował (NW)                      |
| Biały           | Wyścig odwołany (OD/C)                    |
| Bez Koloru      | Nie brał udziału (–)                      |
| Pogrubienie     | Pole position (1 punkt; z wyjątkiem Indy) |
| Pochylenie      | Najszybsze okrążenie wyścigu              |
| L               | Prowadził w wyścigu (1 punkty)            |
| *               | Prowadził najwięcej okrążeń (2 punkty)    |
| 1–9             | Indy 500 „Fast Nine” dodatkowe punkty     |
| c               | Kwalifikacje odwołane (brak punktów)      |
| RY              | Nowicjusz roku                            |
| R               | Nowicjusz                                 |